# Phantasy Star (jeu vidéo)
Pour les articles homonymes, voir Phantasy Star.
Phantasy Star (ファンタシースター, Fantashī Sutā) est un jeu de rôle de Sega sorti sur Master System le 20 décembre 1987 au Japon et l'année suivante en Europe et aux États-Unis. Il s'agit du premier épisode de la série Phantasy Star.

## Trame

### Accroche
L'époque : le 342e siècle de l'ère sidérale. Le lieu : les trois planètes du système solaire d'Algol.

### Scénario
Sur la planète Palma, sous le règne démocratique du Roi Lassic, les gens étaient heureux et vivaient dans le calme et la paix. Les scientifiques avaient mis au point les voyages dans l'espace depuis déjà deux cents ans, et cela avait permis la colonisation des deux autres planètes du système solaire, Motavia et Dezoris.
Mais peu à peu les choses commencèrent à changer. D'abord une nouvelle religion fit de nombreux adeptes et la rumeur disait qu'elle venait d'une autre galaxie. Les prêtres, dont on ne savait rien et qu'aucun mortel n'avait jamais vus, promettaient l'immortalité à tous ceux qui les rejoindraient.
Le Roi Lassic commençait à vieillir, et, après tout, l'idée de vivre éternellement lui sembla bonne, aussi fut-il le premier à se convertir. C'est alors... qu'il changea. Cela commença le jour où les prêtres lui remirent une armure qu'ils avaient spécialement faite pour lui. L'armure paraissait bizarre et dès ce jour, Lassic gouverna comme un tyran malfaisant et corrompu. De lourds impôts frappèrent la population, affaiblissant les affaires et les échanges entre les trois planètes. Peu à peu, les villes sombrèrent dans la décadence, et les gens n'eurent bientôt plus les moyens de subvenir à leurs besoins. Plus le temps passait, plus le peuple souffrait. D'horribles créatures vinrent sur les trois mondes comme si c'était un territoire de chasse, et la mort devint un lot quotidien. Tout ceci était lié au Roi Lassic.
Mais là où le mal règne, le bien existe toujours. De courageux individus se réunirent en secret pour lutter contre Lassic malgré son armée de robot. L'un de ces héros s'appelait Néro. Son père avant lui était déjà tombé face à Lassic. Aujourd'hui, les robots ont également eu Néro. Mais avant de mourir, il réussit à donner son épée et les secrets de la lutte à sa sœur, Alis. Elle jura alors que la mort de son frère sera vengée.

### Personnages jouables principaux
Le joueur commence la partie avec un seul personnage. Il va devoir parcourir le système d'Algol à la recherche de ses autres compagnons.
Alisa Landeel (アリサ・ランディール)
Alis dans la version européenne. Personnage principal de l'histoire. Son frère a été tué par Lassic, et elle a juré de l'anéantir et de venger son frère.
Miaw (ミャウ)
Myau dans la version européenne. Un drôle d'animal qui ressemble un peu à un chat. Il parle le langage humain et il est très attaché à Odin.
Tyron (タイロン)
Odin dans la version européenne. Le second camarade d'Alis. Il a aussi juré de détrôner l'ignoble Lassic.
Lutz (ルツ)
Noah dans la version européenne. C'est un magicien médium qui réside sur Motavia. Il est très réputé pour ses pouvoirs magiques. Il est également le meilleur ami du gouverneur.

## L'univers de Phantasy Star

### Description du Système solaire d'Algol
Il s'agit du lieu où se situe la première saga de la série Phantasy Star. Il contient trois planètes : Palma, Motavia et Dezoris.

#### Palma
Palma ressemble beaucoup à la planète Terre. Elle a des forêts, des lacs, des rivières et de très vastes plaines. La planète est vieille et pleinement développée. Elle est gouvernée par l'empereur Lassic. Son peuple, les Palmans, utilise les voyages dans l'espace pour se rendre sur les deux autres planètes du système, Motavia et Dezoris.

#### Motavia
C'est une planète qui vient juste d'être colonisée par les Palmans. Elle possède un spatioport pour le trafic des vaisseaux spatiaux, notamment pour le transfert du minerai vers Palma. Motavia tourne autour de son soleil en un cheminement irrégulier. La plupart du temps, elle se trouve très près de son étoile et sa topographie ressemble beaucoup aux déserts de la Terre, avec ses paysages faits de sable et de rochers. Il y a tout de même quelques oasis dissmulées près des montagnes mais aussi des régions où l'air, empoisonné, peut être mortel.

#### Dezoris
C'est la planète la plus éloignée du soleil et il y fait forcément, toujours froid. Sa surface est recouverte de neige et de glace. En raison du permafrost, le développement de la planète a été considérablement freiné. À chaque nouvelle génération, Dezoris provoque une longue éclipse de dix jours qui plonge Motavia dans les ténèbres complètes. Durant toute cette période, les natifs de Dezoris allument des torches spéciales. Pour eux, cette pratique est sacrée, et leur lumière est utilisée pour les cérémonies magiques du nouvel an.

## Système de jeu
Le jeu est étonnant (surtout si on le compare à la plupart des autres jeux Master System) et propose une vue « à la première personne » lors des donjons et un affichage s'approchant des jeux en 3D qui sortiront plus tard. Il est possible d'acheter des objets et de s'en équiper. Il est souvent possible de parler aux adversaires rencontrés, ils ne sont pas toujours belliqueux. Le jeu est très difficile.

On peut noter que le jeu est l'une des premières cartouches à inclure une mémoire interne destinée à sauvegarder la partie du joueur. 
À noter que la version japonaise du jeu sortie sur Sega Mark III pouvait se jouer avec la fonctionnalité FM (une fonctionnalité optionnelle de la console japonaise qui permet d'améliorer le son).

## Équipe de développement
- Executive Planning : Kotaro Hayashida
- Histoire : April Fool
- Scénario : Kotaro Hayashida
- Assistant Coordinators : Fino Pata, Chieko Aoki, Miki Morimoto
- Executive Design : Rieko Kodama
- Monster Design : Chaotic Kaz
- Design : Naoto Ōshima, Sadamorian, Myau Choko, Hitoshi Yoneda
- Son : Tokuhiko Uwabo
- Game Testing : Akinori Nishiyama
- Assistant programmeurs :Com Blue, M. Waka, Asi
- Lead Programming : Yuji Naka

## Portages
- Phantasy Star Sur Mega Drive en 1994. Le jeu est identique à la version Master System (sans le son FM). Il est sorti uniquement au Japon.
- Phantasy Star Collection sur Saturn en 1998 au Japon uniquement et sur Game Boy Advance en 2002 dans le reste du monde, une compilation des 4 premiers titres de la série (3 titres sur la version GBA).
- Phantasy Star Generation: 1 sur PlayStation 2 en 2003 dans la collection Sega Ages, uniquement au Japon[4].
- Sega Mega Drive Ultimate Collection sur PlayStation 3 et Xbox 360 en 2009, accompagné de nombreux autres jeux Mega Drive.
- Phantasy Star Complete Collection sur PlayStation 2 et PlayStation 3 (PlayStation Network) en 2008 toujours dans la série Sega Ages, uniquement au Japon[5].
- Phantasy Star sur Console virtuelle (Wii) pour 600 points[6].
- Sega Ages Phantasy Star sur Nintendo Switch[7].